# アイランドエアー
アイランドエアー（Hawaii Island Air, Inc.）は、アメリカ合衆国ハワイ州ホノルルを拠点とする航空会社。

## 概要
ハワイの島々の間でプロペラ機による旅客業務を行っている。コンチネンタル航空、ハワイアン航空、ユナイテッド航空との間でコードシェア便を運航し、共通のマイレージサービスを提供している。また、アロハ航空とも、同社が旅客路線運航を停止する2008年3月31日までマイレージサービス提携を行っていた。
1980年、コロラド州の企業により創設。当初はプリンスヴィル航空という名称でDHC-6を8機を所有し、ホノルル国際空港とプリンスヴィル空港（カウアイ島）を結ぶ路線を運航していた。
1987年、アロハ航空グループに売却され、アロハ・アイランドエアーAloha IslandAirと名称変更。アロハ航空がボーイング737で運航できないコミューター路線を運航していた。1992年、アイランド・エアーIsland Airという名称を商標登録。1995年には、連邦航空局の許認可を受け、DHC-8を導入。
2003年12月、Gavarnie Holding, LLCがアロハ航空グループからの同社の買収を発表、2004年5月11日に買収が完了、ハワイ州第3位の独立航空会社となり、社名がHawaii Island Air, Incとなった（航空会社名としてはアイランドエアーという呼称を継続）。
2009年現在、ホノルル国際空港、リフエ空港（カウアイ島）、モロカイ空港（モロカイ島）、ラナイ空港（ラナイ島）、カフルイ空港、カパルア空港（ともにマウイ島）、コナ国際空港、ヒロ国際空港（ともにハワイ島）の8空港に就航している。
2013年2月27日、同社便も就航しているラナイ島の98%の土地を個人所有しているオラクルCEOのラリー・エリソンが同社を買収したことが発表された。

## 機材

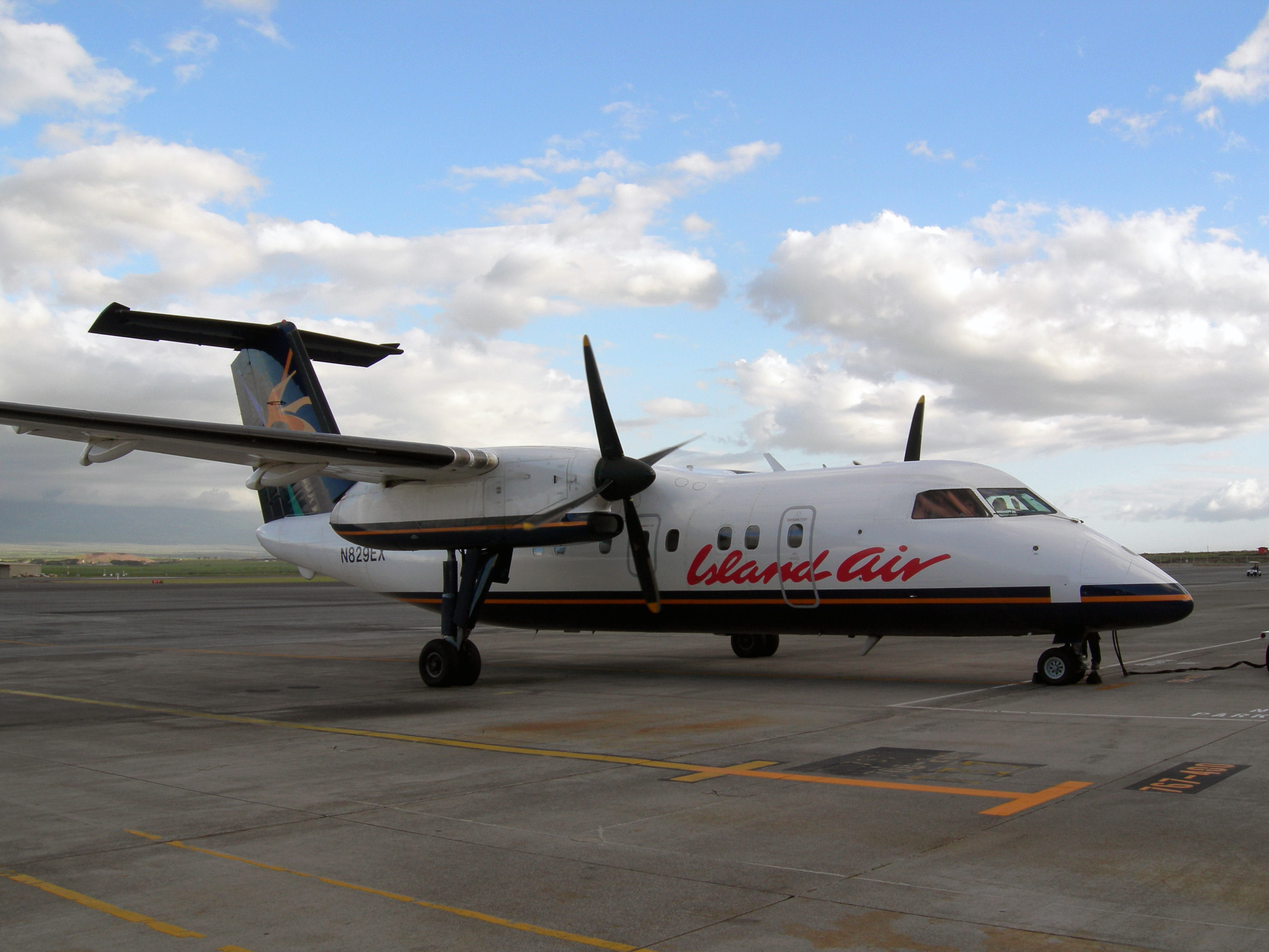
Dash 8-100(2006年以前の使用機材)

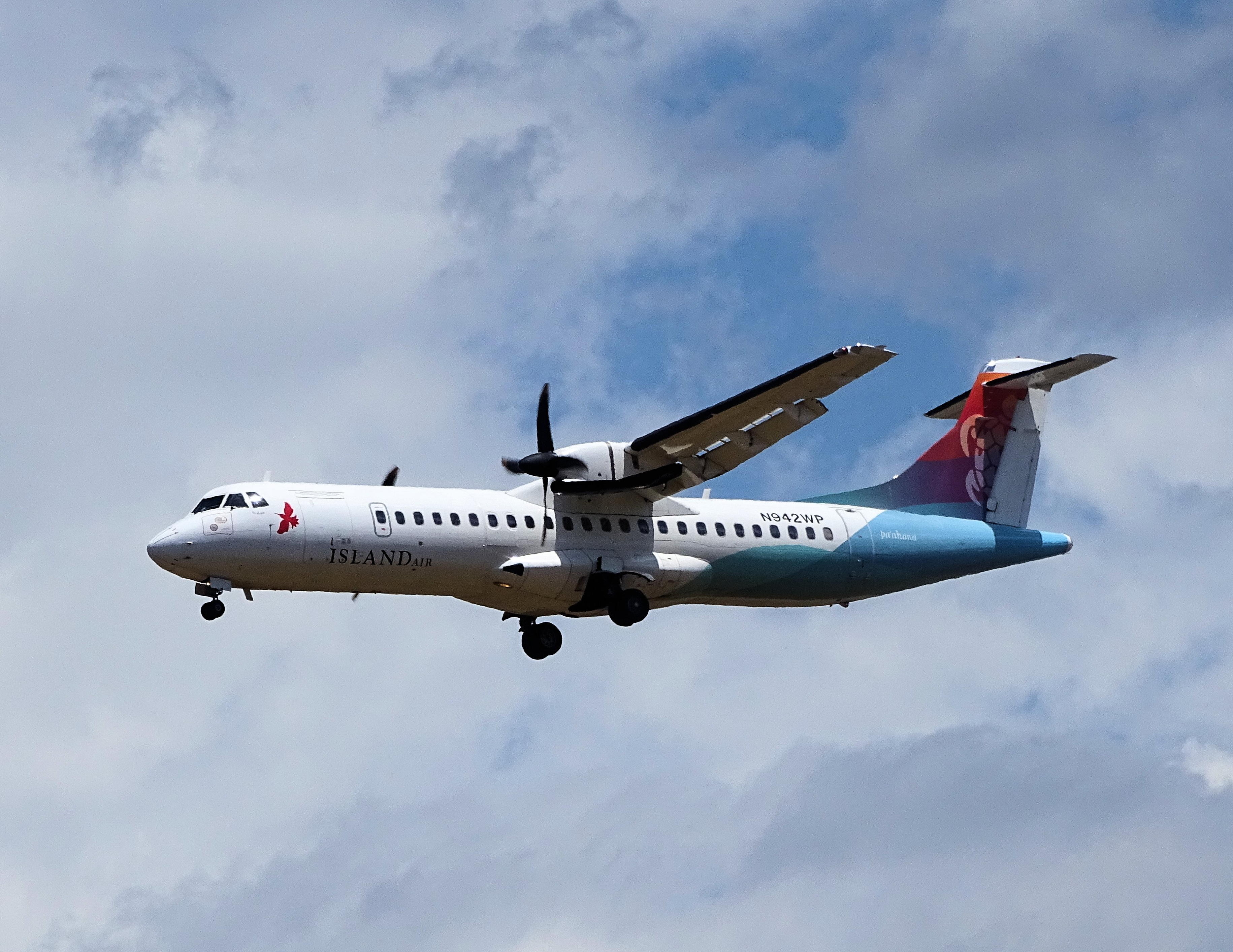
ATR 72

アイランドエアーの機材は以下の通り。 (2016年1月現在)
| 機種                | 運用数 | 発注数 | 座席数 | 備考 |
| ------------------- | ------ | ------ | ------ | ---- |
| ATR 72-212          | 5      | -      | 64     |      |
| ボンバルディア Q400 | -      | 3      | 74     |      |